# Inhibition (psychanalyse)
Pour les articles homonymes, voir Inhibition.
L'inhibition est une notion conceptualisée par Freud dès 1895 dans ses premiers écrits et en particulier depuis 1926 dans son étude Inhibition, symptôme et angoisse. Ce mécanisme complexe est à la fois un processus dynamique organisateur de l'activité psychique et processus défensif déclenchant le développement de symptômes et de formations pathologiques.

## Définition et évolution du concept
Depuis son introduction en physiologie, « inhibition » indique une action entreprise pour empêcher une autre action : « elle désigne une façon active de s'opposer à une excitation (...). » En contradiction avec cette connotation active et dans les champs de la psychologie et la psychopathologie, viennent qualifier d'inhibition « des carences, des insuffisances fonctionnelles, voire des états déficitaires » De concept physiologique, Freud reprend la notion en l'adaptant pour l'incorporer à la théorie psychanalytique.
Ainsi, et depuis 1895, il l'utilise dans différents contextes pour signifier une opposition à l'excitation, voire à la pulsion sexuelle désormais réprimée, déformée et secondarisée (comme dans le rêve), une entrave dans le développement psychosexuel des enfants (stade de latence), une barrière contre l'inceste et une opposition au développement de l'angoisse dans la mise en place du refoulement.
Mais ce n'est qu'en 1926 que Freud systématise pour la première fois l'inhibition dans son ouvrage Inhibition, symptôme et angoisse (paru en 1926), comme limitation des fonctions du Moi,. Voulue d’abord comme entité séparée, elle est structurellement liée au symptôme et à l’angoisse. L’inhibition serait « le côté négatif » du symptôme, son insuccès en quelque sorte, comme il le laisse entendre dès la première page du même essai. Paul-Laurent Assoun y décèle un processus qui va de l'inhibition à la formation du symptôme, avec un rôle joué par l'angoisse dans ce processus.
Ce lien structurel n’empêche pas Freud d’avancer que « ces deux concepts n’ont pas poussé sur le même terrain ». Il réitère alors sa définition du symptôme névrotique dans lequel le moi est suffisamment actif et déterminé pour procéder à un refoulement des représentations et des fantaisies sexuelles qui remontent constamment, ce qui n’est pas le cas de l’inhibition qui est une restriction d’une fonction qui peut ou non être pathologique.

## Formes d'inhibition
Au fil de son texte, Freud est amené à distinguer :
- une inhibition plus ou moins confondue avec le symptôme (restriction d’une fonction, comme il le décrit dans les différentes fonctions, sexuelle, nutritive, locomotive auxquelles il ajoute le travail professionnel) et
- une inhibition apparemment séparée du symptôme, comme appauvrissement de l’énergie du Moi, « exécution détériorée » qui lui évite de procéder à un refoulement, ce qu’il décrit dans « les inhibitions générales » (que Freud distingue des « inhibitions spécialisées » organisées sous le signe de la névrose). Les inhibitions générales seraient dues selon lui à un appauvrissement de l’énergie du moi impliqué par ailleurs dans une tâche psychique d’une difficulté particulière (deuil, énorme répression d’affect, obligation de tenir en sujétion des fantaisies sexuelles).